# Bill McGovern
Bill McGovern, né le 2 janvier 1937 à Sligo (Irlande), est un pilote automobile anglo-irlandais sur circuits.
Il a remporté trois fois consécutivement le championnat britannique de voitures de tourisme (sous l'appellation de SaloonCars), en 1970, 1971 -avec alors au passage la classe A-, et 1972, à bord d'une Sunbeam Imp Sport préparée par George Bevan (le propriétaire de l'écurie), pour affronter les compétiteurs de la classe D.
Il a aussi disputé quatre éditions du RAC Tourist Trophy (11e en 1973).